# Leopold Steinbatz
Leopold Steinbatz (Viena, 25 de outubro de 1918 — Vovchansk, 15 de junho de 1942) foi um piloto alemão durante a Segunda Guerra Mundial, tendo voado mais de 300 missões de combate e abatido um total de 99 aeronaves inimigas na Frente Oriental.

## Início da vida e carreira
Steibatz iniciou o serviço militar e ingressou no Exército Austríaco no ano de 1937. Já no ano de 1939 ele havia iniciado os treinamentos para piloto e em novembro de 1940 entrou para a 9./JG 52.
Nos seus primeiros voos em combate, ele atuou como Rottenflieger do ás Hermann Graf (212 vitórias, RK-Br), onde participou da Invasão dos Balcãs e de Creta, sendo estas operações em sua maioria de ataque a alvos em solo.
Ele já estava a algum tempo na Luftwaffe e finalmente em 4 de agosto de 1941 ele ganhou a sua primeira vitória aérea na Frente Oriental. Mais tarde, em 29 de novembro, Steinbatz já havia registrado a sua 25ª vitória, sendo condecorado com a Cruz de Cavaleiro da Cruz de Ferro em 14 de fevereiro de 1942, então com a patente de Feldwebel após ter conquistado a sua 42ª vitória.
Nos meses que se seguiram o seu número de vitórias aumentou rapidamente, tendo abatido diversas aeronaves russas nos meses entre abril e junho de 1942 e o então Oberfeldwebel Steinbatz foi condecorado com as Folhas de Carvalho da Cruz de Ferro no dia 2 de junho de 1942 (Nº 96).
No dia 11 de junho de 1942, ele tinha um total de 95 vitórias registradas e registrou a sua 99ª vitória e última no dia 15 de junho de 1942, quando após retornar do combate que havia ocorrido um pouco antes, o seu Bf 109 F-4 (W.Nr. 133 57) “Amarelo 2” foi atingido por um disparo de flak russo e caiu numa floresta próxima a Voltschansk.
Foi postumamente promovido para a patente de Leutnant e condecorado com as Espadas da Cruz de Cavaleiro (em alemão: Schwertern) (Nº 14) em 23 de junho de 1942.

## Condecorações
- Distintivo de Piloto/Observador
- Cruz de Ferro (1939)
  - 2ª classe (1941)[4]
  - 1ª classe (1941)[4]
- Distintivo de Voo do Fronte da Luftwaffe em Ouro com Flâmula "300"
- Troféu de Honra da Luftwaffe (19 de janeiro de 1942) como Unteroffizier e piloto[5][Nota 1]
- Cruz Germânica em Ouro (22 de janeiro de 1942) como Feldwebel no 9./JG 52[7]
- Cruz de Cavaleiro da Cruz de Ferro (14 de fevereiro de 1942) como Feldwebel e piloto no 9./JG 52[8][9][10]
  - 96ª Folhas de Carvalho (2 de junho de 1942) Oberfeldwebel e piloto no 9./JG 52[8][11][12]
  - 14ª Espadas (23 de junho de 1942, postumamente) como Oberfeldwebel e piloto no 9./JG 52[8][13][14]
- Mencionado no Wehrmachtbericht (3 de maio de 1942, 31 de maio de 1942, 12 de junho de 1942 e 25 de junho de 1942)